# Wereldkampioenschappen roeien/Twee zonder
Op de wereldkampioenschappen roeien is Twee zonder een van de onderdelen. De Twee zonder is een roeiboot waarbij alle twee de roeiers één riem hebben.
De Twee zonder staat vanaf 1962 op het programma van de wereldkampioenschappen roeien bij de mannen en bij de vrouwen vanaf 1974. Omdat dit onderdeel tot het Olympisch roeiprogramma behoort, staat het alleen tijdens niet-Olympische jaren op het WK-programma.

## Medaillewinnaars

### Mannen
| Jaar | Plaats              | Goud                                                          | Zilver                                                    | Brons                                                      |
| 1962 | Luzern              | Duitsland Dieter Bender Günther Zumkeller                     | Sovjet-Unie Valentin Borejko Oleg Golovanov               | Zwitserland Hugo Waser Adolf Waser                         |
| 1966 | Bled                | Duitse Democratische Republiek Peter Kremtz Roland Göhler     | Oostenrijk Dietrich Losert Dietrich Ebner                 | Sovjet-Unie Wiktor Suslin Boris Fjedorow                   |
| 1970 | St. Catharines      | Duitse Democratische Republiek Peter Gorny Werner Klatt       | Polen Alfons Slusarski Jerzy Broniec                      | West-Duitsland Udo Brecht Lutz Ulbricht                    |
| 1974 | Luzern              | Duitse Democratische Republiek Bernd Landvoigt Jörg Landvoigt | Roemenië Ilie Oanta Dumitru Grumecescu                    | Polen Alfons Slusarski Z. Slusarski                        |
| 1975 | Nottingham          | Duitse Democratische Republiek Bernd Landvoigt Jörg Landvoigt | Bulgarije Georgi Georgijew Walentin Stojew                | Nederland Jan van der Horst Boeschoten                     |
| 1977 | Amsterdam           | Sovjet-Unie Vitali Jelissejev Aleksandr Koelagin              | Verenigd Koninkrijk Roberts Richard James Scott Clark     | Duitse Democratische Republiek Ortwin Rodewald Bernd Krauß |
| 1978 | Hamilton            | Duitse Democratische Republiek Bernd Landvoigt Jörg Landvoigt | Verenigd Koninkrijk Roberts Richard James Scott Clark     | Frankrijk Dominique Lecointe Roussell                      |
| 1979 | Bled                | Duitse Democratische Republiek Bernd Landvoigt Jörg Landvoigt | Sovjet-Unie Joeri Pimenov Nikolai Pimenov                 | Zwitserland Stefan Netzle Hans Trümpler                    |
| 1981 | München             | Sovjet-Unie Joeri Pimenov Nikolai Pimenov                     | Nederland Atsma Bosman                                    | Italië Baldacci Pacovich                                   |
| 1982 | Luzern              | Noorwegen Magnus Grepperud Sverre Löken                       | Duitse Democratische Republiek Carl Ertel Ulf Sauerbrey   | Nederland Hoekstra Adema                                   |
| 1983 | Duisburg            | Duitse Democratische Republiek Carl Ertel Ulf Sauerbrey       | Sovjet-Unie Perewersew Krjutschkin                        | Noorwegen Magnus Grepperud Sverre Löken                    |
| 1985 | Hazewinkel          | Sovjet-Unie Nikolai Pimenov Joeri Pimenov                     | Verenigd Koninkrijk David Adam Clift Martin Patrick Cross | Spanje Fernando Climent Luis Maria Lasurtegui              |
| 1986 | Nottingham          | Sovjet-Unie Nikolai Pimenov Joeri Pimenov                     | Italië Marco Romano Pasquale Alese                        | Duitse Democratische Republiek Rendant Kliesch             |
| 1987 | Kopenhagen          | Verenigd Koninkrijk Andy Holmes Steve Redgrave                | Roemenië Dragos Neagu Danut Dobre                         | Sovjet-Unie Nikolai Pimenov Joeri Pimenov                  |
| 1989 | Bled                | Duitse Democratische Republiek Thomas Jung Uwe Kellner        | Verenigd Koninkrijk Steve Redgrave Simon Berrisford       | Oostenrijk Karl Sinzinger Hermann Bauer                    |
| 1990 | Barrington          | Duitse Democratische Republiek Thomas Jung Uwe Kellner        | Sovjet-Unie Nikolai Pimenov Joeri Pimenov                 | Verenigd Koninkrijk Steve Redgrave Matthew Pinsent         |
| 1991 | Wenen               | Verenigd Koninkrijk Steve Redgrave Matthew Pinsent            | Slovenië Denis Zvegelj Iztok Čop                          | Oostenrijk Karl Sinzinger Hermann Bauer                    |
| 1993 | Racice              | Verenigd Koninkrijk Steve Redgrave Matthew Pinsent            | Duitsland Detlef Kirchhoff Hans Sennewald                 | Slovenië Denis Zvegelj Iztok Čop                           |
| 1994 | Indianapolis        | Verenigd Koninkrijk Steve Redgrave Matthew Pinsent            | Duitsland Thorsten Steppelhoff Peter Hoeltzenbein         | Australië Robert Walker Richard Wearne                     |
| 1995 | Tampere             | Verenigd Koninkrijk Steve Redgrave Matthew Pinsent            | Australië Robert Walker Richard Wearne                    | Frankrijk Michel Andrieux Jean-Christophe Rolland          |
| 1997 | Aiguebelette        | Frankrijk Michel Andrieux Jean-Christophe Rolland             | Italië Lorenzo Carboncini Mattia Trombetta                | Verenigde Staten Ted Murphy Adam Holland                   |
| 1998 | Keulen              | Duitsland Robert Sens Detlef Kirchhoff                        | Australië Drew Ginn Michael McKay                         | Joegoslavië Nikola Stojic Djordje Visacki                  |
| 1999 | St. Catharines      | Australië Drew Ginn James Tomkins                             | Frankrijk Michel Andrieux Jean-Christophe Rolland         | Kroatië Oliver Martinov Ninoslav Saraga                    |
| 2001 | Luzern              | Verenigd Koninkrijk James Cracknell Matthew Pinsent           | Joegoslavië Nikola Stojic Djordje Visacki                 | Zuid-Afrika Ramon di Clemente Donovan Cech                 |
| 2002 | Sevilla             | Verenigd Koninkrijk James Cracknell Matthew Pinsent           | Zuid-Afrika Ramon di Clemente Donovan Cech                | Kroatië Sinisa Skelin Niksa Skelin                         |
| 2003 | Milaan              | Australië Drew Ginn James Tomkins                             | Kroatië Sinisa Skelin Niksa Skelin                        | Zuid-Afrika Ramon DiClemente Donovan Cech                  |
| 2005 | Gifu                | Nieuw-Zeeland Nathan Twaddle George Bridgewater               | Zuid-Afrika Ramon DiClemente Donovan Cech                 | Italië Luca Agammanoni Dario Lari                          |
| 2006 | Eton                | Australië Drew Ginn Duncan Free                               | Nieuw-Zeeland Nathan Twaddle George Bridgewater           | Canada Kevin Light Malcolm Howard                          |
| 2007 | München             | Australië Drew Ginn Duncan Free                               | Nieuw-Zeeland Nathan Twaddle George Bridgewater           | Verenigd Koninkrijk Colin Smith Matt Langridge             |
| 2009 | Poznań              | Nieuw-Zeeland Eric Murray Hamish Bond                         | Verenigd Koninkrijk Pete Reed Andrew Triggs-Hodge         | Griekenland Nikolaos Gkountoulas Apostolos Gkountoulas     |
| 2010 | Hamilton            | Nieuw-Zeeland Eric Murray Hamish Bond                         | Verenigd Koninkrijk Pete Reed Andrew Triggs-Hodge         | Griekenland Georgios Tziallas Ioannis Christou             |
| 2011 | Bled                | Nieuw-Zeeland Eric Murray Hamish Bond                         | Verenigd Koninkrijk Pete Reed Andrew Triggs-Hodge         | Italië Niccolò Mornati Lorenzo Carboncini                  |
| 2013 | Chungju             | Nieuw-Zeeland Eric Murray Hamish Bond                         | Frankrijk Germain Chardin Dorian Mortelette               | Nederland Rogier Blink Mitchel Steenman                    |
| 2014 | Amsterdam           | Nieuw-Zeeland Eric Murray Hamish Bond                         | Verenigd Koninkrijk James Foad Matt Langridge             | Zuid-Afrika Vincent Breet Shaun Keeling                    |
| 2015 | Aiguebelette-le-Lac | Nieuw-Zeeland Eric Murray Hamish Bond                         | Verenigd Koninkrijk James Foad Matt Langridge             | Servië Miloš Vasić Nenad Beđik                             |
| 2017 | Sarasota            | Italië Matteo Lodo Giuseppe Vicino                            | Kroatië Martin Sinković Valent Sinković                   | Nieuw-Zeeland Tom Murray James Hunter                      |
| 2018 | Plovdiv             | Kroatië Martin Sinković Valent Sinković                       | Roemenië Marius-Vasile Cozmiuc Ciprian Tudosă             | Frankrijk Valentin Onfroy Théophile Onfroy                 |
| 2019 | Ottensheim          | Kroatië Martin Sinković Valent Sinković                       | Nieuw-Zeeland Tom Murray Michael Brake                    | Australië Sam Hardy Joshua Hicks                           |
| 2021 | Shanghai            | Afgelast vanwege de coronapandemie                            | Afgelast vanwege de coronapandemie                        | Afgelast vanwege de coronapandemie                         |
| 2022 | Račice              | Roemenië Marius Cozmiuc Sergiu Bejan                          | Spanje Jaime Canalejo Javier García                       | Verenigd Koninkrijk Oliver Wynne-Griffith Tom George       |
| 2023 | Belgrado            | Zwitserland Roman Röösli Andrin Gulich                        | Verenigd Koninkrijk Oliver Wynne-Griffith Tom George      | Ierland Ross Corrigan Nathan Timoney                       |

### Vrouwen
| Jaar | Plaats              | Goud                                                          | Zilver                                                  | Brons                                                          |
| 1974 | Luzern              | Roemenië Marilena Ghita Cornelia Neascu                       | Duitse Democratische Republiek Bänsch Heinze            | Sovjet-Unie Tschigowskaja Weinberga                            |
| 1975 | Nottingham          | Duitse Democratische Republiek Sabine Dähne Angelika Noack    | Sovjet-Unie Tschigowskaja Weinberga                     | Roemenië Chertic Marlene Predescu                              |
| 1977 | Amsterdam           | Duitse Democratische Republiek Sabine Dähne Angelika Noack    | Nederland Dierdorp Karin Abma                           | Canada Susan Antoft Elizabeth Craig                            |
| 1978 | Hamilton            | Duitse Democratische Republiek Cornelia Klier Ute Steindorf   | Canada Susan Antoft Elizabeth Craig                     | Nederland Dierdorp Karin Abma                                  |
| 1979 | Bled                | Duitse Democratische Republiek Cornelia Klier Ute Steindorf   | Roemenië Florica Dospinescu Elena Oprea                 | Polen Malgorzata Dluzewska Czeslawa Koscianska                 |
| 1981 | München             | Duitse Democratische Republiek Sigrid Anders Iris Rudolph     | Canada Elizabeth Craig Patricia Smith                   | Roemenië Puscatu Elena Horvat                                  |
| 1982 | Luzern              | Duitse Democratische Republiek Silvia Fröhlich Marita Sandig  | Polen Malgorzata Dluzewska Czeslawa Koscianska          | Canada Elizabeth Craig Patricia Smith                          |
| 1983 | Duisburg            | Duitse Democratische Republiek Silvia Fröhlich Marita Sandig  | Roemenië Rodica Arba Elena Horvat                       | Canada Elizabeth Craig Patricia Smith                          |
| 1985 | Hazewinkel          | Roemenië Rodica Arba Elena Florea                             | Verenigde Staten Sherri Cassuto Susan Broome            | Duitse Democratische Republiek Toussaint Hein                  |
| 1986 | Nottingham          | Roemenië Rodica Arba Olga Homeghi                             | Sovjet-Unie Stepanowa Pegowa                            | Duitse Democratische Republiek Kathrin Haacker Martina Walther |
| 1987 | Kopenhagen          | Roemenië Rodica Arba Olga Homeghi                             | Duitse Democratische Republiek Ute Wild Kathrin Haacker | Sovjet-Unie Pegowa Nadeshda Sugako                             |
| 1989 | Bled                | Duitse Democratische Republiek Kathrin Haacker Judith Zeidler | Roemenië Doina Lilian Balan Marioara Curelea            | West-Duitsland Stefani Werremeier Ingeborg Althoff             |
| 1990 | Barrington          | West-Duitsland Stefani Werremeier Ingeborg Althoff            | Verenigde Staten Anna Seaton Stephanie Maxwell          | Duitse Democratische Republiek Birte Siech Ina Justh           |
| 1991 | Wenen               | Canada Marnie McBean Kathleen Heddle                          | Duitsland Stefani Werremeier Ingeborg Althoff           | Verenigd Koninkrijk Miriam Batten Fiona Freckleton             |
| 1993 | Racice              | Frankrijk Christine Gossé Hélène Cortin                       | Australië Victoria Toogood Alison Davies                | Verenigde Staten Mary McCagg Elizabeth McCagg                  |
| 1994 | Indianapolis        | Frankrijk Christine Gossé Hélène Cortin                       | Roemenië Elisabetha Lipa Julia Bobeica                  | Australië Anna Osolins Carmen Klomp                            |
| 1995 | Tampere             | Australië Megan Still Kate Slatter                            | Verenigde Staten Missy Schwen Karen Kraft               | Frankrijk Christine Gossé Céline Garcia                        |
| 1997 | Aiguebelette        | Canada Emma Robinson Alison Korn                              | Roemenië Veronica Cochela Georgeta Damian               | Rusland Albina Ligatschewa Wera Potschitajewa                  |
| 1998 | Keulen              | Canada Emma Robinson Alison Korn                              | Verenigd Koninkrijk Dorothy Blackie Catherine Bishop    | Verenigde Staten Linda Miller Amy Martin                       |
| 1999 | St. Catharines      | Canada Emma Robinson Theresa Luke                             | Duitsland Kathleen Naser Eike Hipler                    | Australië Kate Slatter Rachael Taylor                          |
| 2001 | Luzern              | Roemenië Georgeta Damian Viorica Susanu                       | Wit-Rusland Olga Tratsewskaja Julia Bichyk              | Canada Jacqueline Cook Karen Clark                             |
| 2002 | Sevilla             | Roemenië Georgeta Andrunache Viorica Susanu                   | Canada Jacqueline Cook Karen Clark                      | Wit-Rusland Julia Bichyk Natalia Helach                        |
| 2003 | Milaan              | Verenigd Koninkrijk Katherine Grainger Catherine Bishop       | Wit-Rusland Julia Bichyk Natalia Helach                 | Roemenië Georgeta Andrunache Viorica Susanu                    |
| 2005 | Gifu                | Nieuw-Zeeland Juliette Haigh Nicky Coles                      | Australië Sarah Outhwaite Natalie Bale                  | Rusland Vera Potchitayeva Valeriya Starodubrovskaya            |
| 2006 | Eton                | Canada Darcy Marquardt Jane Rumball                           | Nieuw-Zeeland Juliette Haigh Nicky Coles                | Duitsland Nicole Zimmermann Elke Hipler                        |
| 2007 | München             | Wit-Rusland Yuliya Bichyk Natallia Helakh                     | Duitsland Nicole Zimmermann Elke Hipler                 | Roemenië Georgeta Damian-Andrunache Viorica Susanu             |
| 2009 | Poznań              | Verenigde Staten Susan Francia Erin Carfaro                   | Roemenië Camelia Lupascu Nicoleta Albu                  | Nieuw-Zeeland Emma-Jane Feathery Rebecca Scown                 |
| 2010 | Hamilton            | Nieuw-Zeeland Juliette Haigh Rebecca Scown                    | Verenigd Koninkrijk Helen Glover Heather Stanning       | Verenigde Staten Susan Francia Erin Cafaro                     |
| 2011 | Bled                | Nieuw-Zeeland Juliette Haigh Rebecca Scown                    | Verenigd Koninkrijk Helen Glover Heather Stanning       | Australië Sarah Tait Kate Hornsey                              |
| 2013 | Chungju             | Verenigd Koninkrijk' Helen Glover Polly Swann                 | Roemenië Roxana Cogianu Nicoleta Albu                   | Nieuw-Zeeland Kayla Pratt Rebecca Scown                        |
| 2014 | Amsterdam           | Verenigd Koninkrijk Helen Glover Heather Stanning             | Verenigde Staten Megan Kalmoe Kerry Simmonds            | Nieuw-Zeeland Louise Trappitt Rebecca Scown                    |
| 2015 | Aiguebelette-le-Lac | Verenigd Koninkrijk Helen Glover Heather Stanning             | Nieuw-Zeeland Grace Prendergast Kerri Gowler            | Verenigde Staten Felice Mueller Eleanor Logan                  |
| 2017 | Sarasota            | Nieuw-Zeeland Grace Prendergast Kerri Gowler                  | Verenigde Staten Megan Kalmoe Tracy Eisser              | Denemarken Hedvig Rasmussen Christina Johansen                 |
| 2018 | Plovdiv             | Canada Caileigh Filmer Hillary Janssens                       | Nieuw-Zeeland Grace Prendergast Kerri Gowler            | Spanje Anna Boada Aina Cid                                     |
| 2019 | Ottensheim          | Nieuw-Zeeland Grace Prendergast Kerri Gowler                  | Australië Jessica Morrison Annabelle McIntyre           | Canada Caileigh Filmer Hillary Janssens                        |
| 2021 | Shanghai            | Afgelast vanwege de coronapandemie                            | Afgelast vanwege de coronapandemie                      | Afgelast vanwege de coronapandemie                             |
| 2022 | Račice              | Nieuw-Zeeland Grace Prendergast Kerri Williams                | Nederland Ymkje Clevering Veronique Meester             | Verenigde Staten Madeleine Wanamaker Claire Collins            |
| 2023 | Belgrado            | Nederland Ymkje Clevering Veronique Meester                   | Australië Jessica Morrison Annabelle McIntyre           | Roemenië Ioana Vrînceanu Roxana Anghel                         |

## Medaillespiegel

### Mannen
| Plaats | Land                           | Goud | Zilver | Brons | Totaal |
| 1      | Duitse Democratische Republiek | 9    | 1      | 2     | 12     |
| 2      | Verenigd Koninkrijk            | 7    | 10     | 3     | 20     |
| 3      | Nieuw-Zeeland                  | 7    | 2      | 2     | 11     |
| 4      | Sovjet-Unie                    | 4    | 4      | 2     | 10     |
| 5      | Australië                      | 4    | 2      | 1     | 7      |
| 6      | Frankrijk                      | 2    | 2      | 2     | 6      |
| 7      | Duitsland                      | 2    | 2      | 0     | 4      |
| 8      | Roemenië                       | 1    | 2      | 0     | 3      |
| 9      | Italië                         | 1    | 2      | 3     | 6      |
| 10     | Noorwegen                      | 1    | 0      | 1     | 2      |
| 11     | China                          | 1    | 0      | 0     | 1      |
| 12     | Zuid-Afrika                    | 0    | 2      | 3     | 5      |
| 13     | Kroatië                        | 0    | 2      | 2     | 4      |
| 14     | Nederland                      | 0    | 1      | 3     | 4      |
| 15     | Oostenrijk                     | 0    | 1      | 2     | 3      |
| 15     | Zwitserland                    | 0    | 1      | 2     | 3      |
| 15     | Polen                          | 0    | 1      | 2     | 3      |
| 18     | Slovenië                       | 0    | 1      | 1     | 2      |
| 18     | Joegoslavië                    | 0    | 1      | 1     | 2      |
| 18     | Ierland                        | 0    | 1      | 1     | 2      |
| 18     | Spanje                         | 0    | 1      | 1     | 2      |
| 22     | Wit-Rusland                    | 0    | 1      | 0     | 1      |
| 23     | Griekenland                    | 0    | 0      | 2     | 2      |
| 24     | West-Duitsland                 | 0    | 0      | 1     | 1      |
| 24     | Canada                         | 0    | 0      | 1     | 1      |
| 24     | Verenigde Staten               | 0    | 0      | 1     | 1      |
| 24     | Servië                         | 0    | 0      | 1     | 1      |
| Totaal | Totaal                         | 40   | 40     | 40    | 120    |

### Vrouwen
| Plaats | Land                           | Goud | Zilver | Brons | Totaal |
| 1      | Duitse Democratische Republiek | 8    | 2      | 3     | 13     |
| 2      | Roemenië                       | 6    | 7      | 5     | 18     |
| 3      | Canada                         | 6    | 3      | 5     | 14     |
| 4      | Nieuw-Zeeland                  | 6    | 3      | 3     | 12     |
| 5      | Verenigd Koninkrijk            | 4    | 3      | 1     | 8      |
| 6      | Frankrijk                      | 2    | 0      | 1     | 3      |
| 7      | Verenigde Staten               | 1    | 5      | 7     | 13     |
| 8      | Australië                      | 1    | 4      | 3     | 8      |
| 9      | Wit-Rusland                    | 1    | 2      | 1     | 4      |
| 9      | Nederland                      | 1    | 2      | 1     | 4      |
| 11     | West-Duitsland                 | 1    | 0      | 1     | 2      |
| 12     | Duitsland                      | 0    | 3      | 1     | 4      |
| 13     | Sovjet-Unie                    | 0    | 2      | 2     | 4      |
| 14     | Polen                          | 0    | 1      | 1     | 2      |
| 15     | Rusland                        | 0    | 0      | 2     | 2      |
| 17     | Denemarken                     | 0    | 0      | 1     | 1      |
| 17     | Spanje                         | 0    | 0      | 1     | 1      |
|        | Totaal                         | 37   | 37     | 37    | 111    |

Edities

1962 Luzern · 
1966 Bled · 
1970 St. Catharines · 
1974 Luzern · 
1975 Nottingham · 
1976 Villach · 
1977 Amsterdam · 
1978 Hamilton (alleen zwaar) · 
1978 Kopenhagen (alleen licht) · 
1979 Bled · 
1980 Hazewinkel · 
1981 München · 
1982 Luzern · 
1983 Duisburg · 
1984 Montréal · 
1985 Hazewinkel · 
1986 Nottingham · 
1987 Kopenhagen · 
1988 Milaan · 
1989 Bled · 
1990 Lake Barrington · 
1991 Wenen · 
1992 Montréal · 
1993 Račice · 
1994 Indianapolis · 
1995 Tampere · 
1996 Motherwell · 
1997 Aiguebelette · 
1998 Keulen · 
1999 St. Catharines · 
2000 Zagreb · 
2001 Luzern · 
2002 Sevilla · 
2003 Milaan · 
2004 Banyoles · 
2005 Gifu · 
2006 Eton · 
2007 München · 
2008 Ottensheim · 
2009 Poznań · 
2010 Hamilton · 
2011 Bled · 
2012 Plovdiv · 
2013 Chungju · 
2014 Amsterdam ·
2015 Aiguebelette ·
2016 Rotterdam ·
2017 Sarasota ·
2018 Plovdiv ·
2019 Ottensheim ·
2020 Bled ·
2021 Shanghai ·
2022 Račice ·
2023 Belgrado ·
2024 St. Catharines ·
2025 Shanghai · 
2026 Amsterdam

Onderdelen

Skiff · 
Lichte skiff · 
Dubbel twee · 
Lichte dubbel twee · 
Twee zonder · 
Lichte twee zonder · 
Twee met

Dubbel vier · 
Dubbel vier met · 
Lichte dubbel vier · 
Vier zonder · 
Lichte vier zonder · 
Vier met · 
Acht · 
Lichte acht